# Erik Johnsen
Erik Stein Johnsen (ur. 4 lipca 1965 w Oslo) – norweski skoczek narciarski, dwukrotny medalista olimpijski.

## Kariera
W Pucharze Świata zadebiutował w sezonie 1986/1987, zajmując 15. miejsce podczas konkursu na skoczni Holmenkollbakken w Oslo (21 marca 1987). Niecały rok później, podczas konkursu Pucharu Świata w Sankt Moritz wywalczył swoje pierwsze podium, zajmując drugie miejsce.
Podczas Zimowych Igrzyskach Olimpijskich 1988 w Calgary zdobył srebrny medal w konkursie na dużej skoczni, ustępując tylko Mattiemu Nykänenowi, a wyprzedzając Matjaža Debelaka o 0,2 punktu. Parę dni wcześniej Johnsen zajął 41. miejsce na normalnym obiekcie. Na tych samych igrzyskach wspólnie z Ole Christianem Eidhammerem, Jonem Inge Kjørumem i Ole Gunnarem Fidjestølem wywalczył brązowy medal w konkursie drużynowym.
W 1989 wystartował na mistrzostwach świata w Lahti, zajmując 10. miejsce na dużej skoczni oraz 37. miejsce na normalnym obiekcie. Pierwszy raz na najwyższym stopniu podium zawodów Pucharu Świata stanął 18 marca 1988, kiedy zwyciężył w zawodach w Meldal. Łącznie sześć razy stawał na podium, odnosząc dwa zwycięstwa. Najlepsze wyniki w Pucharze Świata osiągnął w sezonie 1987/1988, kiedy to zajął siódme miejsce w klasyfikacji generalnej.

## Osiągnięcia

### Igrzyska olimpijskie
| Miejsce | Dzień     | Rok  | Miejscowość | Konkurs                         | Wynik     | Strata    | Zwycięzca     |
| ------- | --------- | ---- | ----------- | ------------------------------- | --------- | --------- | ------------- |
| 41.     | 14 lutego | 1988 | Calgary     | Skocznia normalna indywidualnie | 171.1 pkt | -58.0 pkt | Matti Nykänen |
| 2.      | 23 lutego | 1988 | Calgary     | Skocznia duża indywidualnie     | 207.9 pkt | -16.1 pkt | Matti Nykänen |
| 3.      | 24 lutego | 1988 | Calgary     | Skocznia duża drużynowo         | 596.1 pkt | -38.3 pkt | Finlandia     |

### Mistrzostwa świata
| Miejsce | Dzień     | Rok  | Miejscowość | Konkurs                         | Wynik     | Strata    | Zwycięzca      |
| ------- | --------- | ---- | ----------- | ------------------------------- | --------- | --------- | -------------- |
| 10.     | 20 lutego | 1989 | Lahti       | Skocznia duża indywidualnie     | 183.0 pkt | -35.5 pkt | Jari Puikkonen |
| 37.     | 26 lutego | 1989 | Lahti       | Skocznia normalna indywidualnie | 88.6 pkt  | -25.9 pkt | Jens Weißflog  |

### Puchar Świata w skokach narciarskich

#### Miejsca w klasyfikacji generalnej
- sezon 1986/1987: 85.
- sezon 1987/1988: 7.
- sezon 1988/1989: 25.
- sezon 1990/1991: -

#### Miejsca na podium chronologicznie
| Nr | Data             | Miejscowość  | Skocznia         | Nota      | Pozycja | Strata    | Zwycięzca       |
| -- | ---------------- | ------------ | ---------------- | --------- | ------- | --------- | --------------- |
| 1. | 20 stycznia 1988 | Sankt Moritz | Olympiaschanze   | 215.6 pkt | 2.      | -1.1 pkt  | Matti Nykänen   |
| 2. | 4 marca 1988     | Lahti        | Salpausselkä     | 193.3 pkt | 3.      | -21.5 pkt | Matti Nykänen   |
| 3. | 6 marca 1988     | Lahti        | Salpausselkä     | 186.3 pkt | 3.      | -22.1 pkt | Matti Nykänen   |
| 4. | 18 marca 1988    | Meldal       | Kløvsteinbakken  | 123.9 pkt | 1.      | -         | -               |
| 5. | 20 marca 1988    | Oslo         | Holmenkollbakken | 217.2 pkt | 1.      | -         | -               |
| 6. | 4 grudnia 1988   | Thunder Bay  | Big Thunder      | 233.0 pkt | 2.      | -2.0 pkt  | Risto Laakkonen |